# Малая Фосня
Малая Фосня (укр. Мала Фосня) — село на Украине, основано в 1923 году, находится в Овручском районе Житомирской области. Расположено на реке Ольшанка (Хвасенка).
Код КОАТУУ — 1824280902. Население по переписи 2001 года составляет 236 человек. Почтовый индекс — 11161. Телефонный код — 4148. Занимает площадь 0,964 км².

## Адрес местного совета
11161, Житомирская область, Овручский р-н, с.Великая Фосня